# Silistra
Silistra (in bulgaro Силистра?, anticamente Дръстър Drăstăr o Dristra, in romeno Silistra o Dârstor, in latino Durostorum, in turco Silistre), citata anche come Silistria è una città di 35 607 abitanti del nord-est della Bulgaria situata presso la frontiera con la Romania, che qui abbandona il Danubio e s'inoltra nella regione della Dobrugia. È il capoluogo del distretto omonimo ed è uno dei centri principali della regione della Dobrugia Meridionale.
È un importante centro industriale, culturale e commerciale del nord-est del paese, nonché un importante snodo per i collegamenti con la limitrofa Romania. Diede i natali al celebre generale romano Ezio.

## Geografia
Silistra è situata sulla sponda destra del Danubio, nella Bulgaria nordorientale. Appartiene alla regione storica della Dobrugia. La municipalità di Silistra ha una superficie di 516 km² e include 18 villaggi. Silistra è situata a 431 km a nord-est della capitale Sofia, a 141 km a nord-ovest di Varna e a 119 km a nord-est di Ruse.

## Storia
Sull'area dell'odierna Silistra i Romani, nel 29, fondarono il castrum di Durostorum. Durante il regno di Marco Aurelio divenne uno centri più importanti della Mesia. Con divisione in due parti dell'Impero romano dopo la morte di Teodosio I, Durostorum entrò a far parte dei domini bizantini.
Sul finire del VII secolo fu annessa al Primo Impero bulgaro e ribattezzata Drastar (Дръстър in bulgaro). Nell'895 fu assediata dagli Ungari, alleati dei Bizantini. Nonostante i ripetuti attacchi i Bulgari, guidati dallo zar Simeone I in persona riuscirono a respingere gli assedianti e a sconfiggerli l'anno seguente nella battaglia del Bug meridionale.
Conquistata dagli uomini di Svjatoslav I di Kiev nel 969, fu assediata e conquistata dai Bizantini due anni dopo. Venne quindi ribattezzata Theodoropolis in onore del santo-guerriero Teodoro di Eraclea che si riteneva avesse aiutato l'imperatore Giovanni I Zimisce nella conquista della città. Nel 976 i Bulgari la riconquistarono mantenendone il possesso sino al 1001 quando tornò in possesso dei Bizantini.
Nel 1186 entrò a far parte del Secondo Impero bulgaro. Fu assediata invano per tre mesi dai Mongoli nel 1279. 
Caduta sotto il dominio ottomano e ribattezzata Silistre, all'inizio del XV secolo divenne capoluogo del sangiaccato omonimo e inclusa nell'eyalet di Rumelia. Nel 1584 la Rumelia venne smembrata si due nuove province e Silistra divenne il capoluogo del nuovo eyalet omonimo che includeva gran parte della costa del mar Nero.
Nel XIX secolo Silistra perse progressivamente importanza e nel 1864 la sua provincia fu abolita e inclusa nel vilayet del Danubio. Durante la guerra di Crimea fu assediata dai Russi tra il 14 aprile ed il 23 aprile 1854. Dopo la guerra russo turca del 1877-78 fu inclusa nel territorio del neo-costituito Principato di Bulgaria. Dopo la seconda guerra balcanica, con la firma del trattato di Bucarest Silistra e l'intera Dobrugia Meridionale furono cedute dai Bulgari alla Romania. Fu ribattezzata dai Romeni Dârstor.
Ritornata sotto sovranità bulgara tra il 1916 ed il 1918 grazie alla resa dei Rumeni agli Imperi Centrali Silistra fu nuovamente assegnata alla Romania dal trattato di Neuilly. Nel periodo tra le due guerre divenne il capoluogo del distretto di Durostor. Con la riforma amministrativa del 1938 fu inclusa nel Ținutul Mării. Nel 1940 le potenze dell'Asse spinsero il governo romeno a ratificare il trattato di Craiova che riassegnava Silistra e la Dobrugia Meridionale alla Bulgaria. I trattati di pace di Parigi del 1947 confermarono gli accordi di sette anni prima sancendo così la sovranità bulgara sulla città. Nel dopoguerra la città divenne un importante centro agricolo ed industriale. Dopo il crollo del regime comunista bulgaro, l'economia cittadina iniziò a subire una fase di stagnazione e crisi spingendo così molti abitanti a lasciare la città per emigrare in altre regioni del paese o in altri Stati.

## Monumenti e luoghi d'interesse
- Resti della città romana di Durostorum
- Kuršumlu, moschea ottomana costruita nella prima metà del XVII secolo.
- Fortezza Medžihidi Tabija, costruita su progetto del generale prussiano Helmut von Moltke il 1841 ed il 1853 e così ribattezzata in onore del sultano Abdülmecid I.

## Cultura

### Istruzione

#### Musei
- Museo di Storia Regionale

## Infrastrutture e trasporti

### Ferrovie
Silistra è il capolinea della ferrovia per Samuil.